# Претвич, Бернард
Бернард Претвич (ок. 1500—1562) — военный и государственный деятель королевства Польского, ротмистр поточной обороны, староста улянувский, барский (1540—1552) и теребовольский (1552—1561).

## Биография
Представитель немецкого баронского рода Претвичей герба «Вчеле». Сын барона Петера фон Претвича, владетеля Сыцува, Олесницы и Остшешува, и Людмилы из Стволиня. Родился в Силезии и поступил на военную службу в Речь Посполитую. Прославился во время обороны южных польских границ от набегов крымских татар.
Бернард Претвич начал карьеру в Речи Посполитой при дворе польского короля Сигизмунда Старого, выполняя его специальные миссии в Силезии и Праге. В 1527 году поступил на службу в хоругвь Николая Сенявского, участвовал в 1531 году в битве с молдаванами под Обертыном. В 1535 году Бернард Претвич был назначен ротмистром поточной обороны, имел под своим командованием 120 всадников. Во время войны с Молдавским княжеством участвовал в 1538 году в осаде Хотина великим коронным гетманом Яном Амором Тарновским.
В 1540 году Бернард Претвич выслал небольшой казацкий отряд, который под Винницей задержал крымских татар, ворвавшихся в Подолию, затем совершил 100-километровый марш на Очаков, откуда привёл пленных татарских жен и детей. В благодарность польская королева Бона Сфорца назначила Бернарда Претвича старостой барским.
В 1539 году Бернард Претвич получил во владение имение Шаровку под Ярмолинцами в Подольском воеводстве, 5 сел в Барском повете, Жванец, Лезнево и другие приграничные сёла. Шаровка стала родовой резиденцией Претвичей. В 1550 году король Сигизмунд II Август предоставил Претвичам право наследственного владения над Шаровкой, где был построен замок.
Из Барского замка местный староста Бернард Претвич совершал ответные походы на крымских татар, ходил с казаками до Чёрного моря и Крыма (только под Очаков предпринял три похода в 1536, 1549 и 1552 гг.). Осуществлял походы на Белгород-Днестровский, в 1550 году отразил нападение молдаван и татар на Бар, нанёс им большие потери во время своих вылазок из крепости.
Занимался обучением, вооружением гарнизонов пограничных замков, активно сотрудничал с запорожскими казаками. На свои средства содержал многочисленные отряды, выиграл в течение жизни более 70 битв с крымскими татарами. При основании Тернополя возглавил немногочисленных горожан, которые сдерживали татар подходу войска под командованием гетмана великого коронного Яна Амора Тарновского.
20 сентября 1545 года Бернард Претвич вместе со старостой владимирским, князем Федором Андреевичем Сангушком, и старостой черкасским — князем Андреем Глебовичем Пронским — штурмовал турецкую крепость Очаков. В 1547 году украинские казаки, управляемые Б. Претвичем, преследовали до Очакова татар, совершивших набег на села возле Винницы и захватили в плен нескольких крестьян. Татары уже успели были отправить пленных в Кафу, казаки им за это «знаменито» отомстили, захватили плен и свободно отправили домой. В Бережанах Бернард Претвич встречался с турецким послом.
Бернхард Претвич поддерживал сношения с правителями Силезии и Пруссии. Для поддержания протестантского герцога Пруссии Альбрехта Гогенцоллерна Бернард Претвич завербовал 12 тысяч наёмников.
На основе своего опыта Б. Претвич предоставил королевскому двору в 1550 году трактат по обороне пограничных земель от нападений татар на основе системы информаторов, что предупреждали о готовящемся нападении. Благодаря этому сократил время для мобилизации сил, концентрации подразделений на направлении вероятного нападения. Для необходимости удерживал отряд из 300 опытных конников. Благодаря обеспеченной им эффективной обороне началось развитие городов в Подольском воеводстве и колонизация окрестных земель. До сих пор известна присказка «За пана Претвича вольна от татар граница». Кшиштоф Варчевський в 1598 году назвал его «Муром Польши», Бартош Папроцкий в 1575 году «Ужасом Татар». Немецкий историк Иоганн Синапиус вспоминал легенду о Б. Претвиче, что в пути татарские матери пугали его именем своих детей, которые громко кричали.
В 1550 году после ультимативного письма турецкого султана Сулеймана I польский король Сигизмунд II Август вызвал Б. Претвича на заседание сейма. Он ожидал наказания, но вернулся героем. «Реестр несправедливости» турок (лето 1552): Бернард Претвич и князь Дмитрий Вишневецкий обвинялись в захвате у населения Очакова овец на сумму 6745 акче, 196 лошадей, 245 волов, 9000 акче наличными, в захвате в плен 87 и убийстве 18 человек.
Бернард Претвич часто применял тактику предупредительных нападений на территорию крымских татари ногайцев, что вызвало напряжение в отношениях с Османской империей. Подвергался притеснению со стороны королевского двора Сигизмунда II Августа, перед которым он вынужден был оправдываться. В 1552 году Б. Претвич был устранён из Бара и переведен в Теребовлю, где и скончался.
Польские авторы Мартин Кромер, Николай Рей и Шимон Старовольский писали о нём, вспоминали песни казаков, где они воспевали совместные с ним походы. Польский король Ян II Казимир поместил в своем кабинете его портрет.

## Рог единорога
Б. Претвич прислал в дар польскому королю Сигизмунду Старому в 1530 году рог последнего единорога, которого он якобы лично подстрелил. Сигизмунд Старый приказал придворному скульптору Сильвестру Лехнеру украсить рог, и в 1540 году подарил его императору Священной Римской империи Фердинанду I Габсбургу. Сейчас рог единорога хранится в Художественно-историческом музее Вены.

## Семья
Был дважды женат. От первого брака имел сына Альберта. Вторично женися на Барбаре Завадской, от брака с которой имел двух сыновей и дочь:
- Войцех (умер в детстве)
- Якуб (ок. 1546—1613), воевода подольский и староста теребовольский
- дочь, жена Яна Ходоровского